# Rafael González Tercero
Rafael González Tercero (Cegama, Guipúzcoa, 31 de mayo de 1950) es un exciclista profesional español. Siendo joven llegó a Tolosa y fue acogido por la familia Ayerza que regentaba un taller de bicis, donde despertó el interés del ciclismo y especialmente la modalidad del ciclocross. Fue profesional desde 1977 hasta 1982.  
Su mayor éxito fue el segundo lugar en el Campeonato de España de ciclocross en Irura (Guipúzcoa) de 1979 y competir en cinco mundiales de esta modalidad del ciclismo. Siempre ha ejercido de mecánico de bicis e incluso montó una tienda, Kurpil. Reside en Cegama y sigue unido al ciclismo, aportando sus conocimientos al ciclocross y a la pista, apoyando al equipo Ampo y a la Federación Guipuzcoana de Ciclismo. 
En enero de 2023, Rafa recibió un emotivo homenaje en el ciclocross de Ormáiztegui por su dedicación al ciclismo. 

## Palmarés
1979
- 2.º en el Campeonato de España de Ciclocross de Irura (Guipúzcoa)

Compitió en el mundial de ciclocross de Praga, como sub-23, en 71-72  Puesto 41.
Compitió en los mundiales de ciclocross de :Londres, elite, en 72-73  (Puesto 24), 
Vera de Bidasoa en 73-74 (puesto 22)
Melchnau en 74-75 (puesto 37)
Chazay d’Azergues (puesto 34)

## Equipos
- Teka (1977)
- Super Ser (1977-1978)
- CR Colchón (1979)
- Peña Hermanos Manzaneque (1980)
- Independiente (1981-1982)